# Großrudestedt
Großrudestedt là một đô thị thuộc huyện Sömmerda trong bang Thüringen, nước Đức. Đô thị này có diện tích 23,87 km², dân số thời điểm 31 tháng 12 năm 2006 là 2032 người.